# Hanna Eigel
Hanna Eigel (Vienna, 20 maggio 1939) è un'ex pattinatrice artistica su ghiaccio austriaca, specializzata nel singolo.

## Palmarès
| Internazionali            | Internazionali | Internazionali | Internazionali | Internazionali |
| Evento                    | 1954           | 1955           | 1956           | 1957           |
| ------------------------- | -------------- | -------------- | -------------- | -------------- |
| Giochi olimpici invernali |                |                | 5°             |                |
| Campionati mondiali       | 7°             | 3°             | 5°             | 2°             |
| Campionati europei        | 6°             | 1°             |                | 1°             |
| Nazionali                 |                |                |                |                |
| Campionati austriaci      | 2°             | 2°             |                | 1°             |